# Khadka Bhadrakali
Khadka Bhadrakali (nep. खड्का भद्रकाली) – gaun wikas samiti w środkowej części Nepalu w strefie Bagmati w dystrykcie Katmandu. Według nepalskiego spisu powszechnego z 2001 roku liczył on 1140 gospodarstw domowych i 5539 mieszkańców (2787 kobiet i 2752 mężczyzn).